# Manlig omskärelse

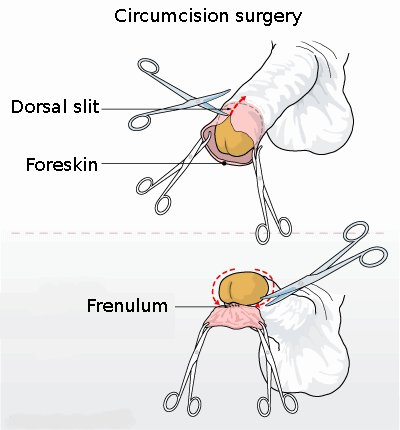
Omskärelse.

Manlig omskärelse är beteckningen på kirurgiskt avlägsnande av hela eller delar av förhuden på mannens penis. Ingreppet utförs av medicinska, estetiska, religiösa eller kulturella skäl.
Omskärelsen förekommer på egyptiska avbildningar från 2300 f.Kr. Den finns också dokumenterad hos Australiens ursprungsbefolkning aboriginer, som även utförde ett mer stympande ingrepp, kallat underskärning, på pojkarna.
Världshälsoorganisationen, WHO, uppskattade 2007 att 30 procent av världens män är omskurna.

## Religion och kultur

Andelen män som är omskurna i olika länder

Det kan finnas olika bevekelsegrunder för att utföra omskärelse. I många områden är omskärelse en del av en religiös ritual. I andra kulturer menar man att omskärelse är hygienisk och förebygger könssjukdomar. Omskärelse förekommer även som initiationsrit i delar av Afrika.
Omskärelse är en del av de abrahamitiska religionerna med ursprung i judendomen. Inom judendom och islam är omskärelse av pojkar vanlig och jämförs ibland med det kristna dopet. 

### Judendom
Judisk omskärelse, berit mila, föreskrivs äga rum åtta dagar efter födelsen och är en över 3 000 år gammal tradition. Den religiösa motiveringen är att den är tecknet på det förbund som Gud slöt med Abraham, som enligt judendomen är religionens och folkets grundare. Pojkar får sina namn i samband med omskärelsen. 
Maimonides, en stor auktoritet inom judisk lag och etik, har skrivit att de viktigaste orsakerna till omskärelse är att reparera den defekta mänskliga moralen och att minska sexuell lust och förmåga.

### Islam
Bland muslimer är omskärelse, khitan, vanlig och är en av islams ritualer. Profeten Muhammad sade: "Fem handlingar är mycket besläktade med fitrah (fitrah betyder att ett barn naturligt tror på Gud redan vid födseln): "Omskärelse, klippa eller raka könshåret, klippa naglarna, plocka eller raka håret i armhålorna och klippa mustaschen." Sedvänjan fanns redan före islam bland araberna. Profeten Muhammed lär ha varit omskuren men han syns inte ha fäst någon religiös betydelse vid omskärelsen. Omskärelse nämns inte i Koranen men omtalas i de islamiska traditionerna, haditherna. Det finns ingen föreskriven tidpunkt för genomförandet. Bland muslimska lärda går uppfattningarna isär om huruvida khitan är obligatorisk eller en stark rekommendation. Den krävs inte heller av konvertiter. Inom islam finns dessutom grupper som motsätter sig omskärelse och inte praktiserar denna sed.

#### Shiaislam
Ayatolla Makarem Shirazi anser att en av orsakerna till varför man gör omskärelse är att många som inte har gjort det har mycket smegma under sin förhud och att omskärelse är lösningen på detta problem. En annan orsak som han nämner är att statistik visar att det är mer sannolikt att de som inte har gjort omskärelse får peniscancer jämfört med de som utfört det. Dock bör omskärelse på små barn utföras korrekt så att de inte utsätts för onödigt lidande på grund av okunnighet.
Enligt ayatolla Khamenei är det obligatoriskt att utföra omskärelse på pojkar, och det är ett villkor för giltigheten av tawaf under hajj och umra. Om omskärelse ändå inte utförts på en pojke tills han blivit vuxen blir det obligatoriskt för honom att omskära sig. Enligt ayatolla Sistani är det inte obligatoriskt för föräldrarna att låta sina söner omskära sig, men enligt rekommenderad försiktighet bör en pojkes förmyndare låta sin son omskära sig innan han blivit vuxen.

### Kristendom
Den kristna kyrkan slog tidigt fast att det inte var nödvändigt för hedningar, de icke-judiska folken, att låta sig omskäras för att bli frälsta. Detta skedde år 49 i Apostlamötet i Jerusalem. Där menas att omskärelsen förlorat sin betydelse och ersatts av dopet. Tanken utvecklas i flera av Nya testamentets böcker, bland annat Apostlagärningarna 15:1-12, Romarbrevet 2:25-29, Första Korintierbrevet 7:18-20. Vissa koptiska och ortodoxa kyrkor i Nordafrika och Mellanöstern praktiserar seden med hänvisning till att Jesus omskars som späd.

### Sekulär omskärelse
I anglosaxiska länder blev omskärelse utbredd på 1800-talet. Starkt bidragande var att man föreställde sig att åtgärden skulle förhindra onani. Numera är ingreppet mest en fråga om tradition även om man motiverar det med hygieniska förklaringar. Under 1900-talets senare del har företeelsen blivit mindre vanlig, men i USA är ännu en klar majoritet av den manliga befolkningen omskuren. År 2000 omskars 62,4 procent av nyfödda pojkar i USA men 2010 54,7 procent av nyfödda pojkar. Även i andra delar av världen förekommer sekulär omskärelse, till exempel som i delar av Afrika där förhuden betraktas som ett kvinnligt element hos mannen och omskärelsen då ofta är en del i ett mandomsprov.

## Medicinska skäl
Förhuden kan tas bort av medicinska skäl, men då är det vanligt att bara en del avlägsnas eller att endast ett snitt görs i den. Snittet görs axiellt men sys ihop radiellt vilket gör förhuden kortare men vidare. Förhudsförträngning, fimosis, är sällsynt men förekommer hos pojkar. Den växer ofta bort av sig själv eller kan avhjälpas med andra metoder såsom kortisonsalva, men ibland kan kirurgisk behandling vara påkallad. Bäst resultat på lång sikt och minst problem under läkningen får de som väljer att ta bort hela förhuden. En annan grund för operation är upprepade problem med inflammation av ollonet, balanit, vilket ofta är en följd av fimosis. Förhuden tas också bort vid behandling av penisfraktur. Förenklat kan man säga att omskärelse är medicinskt motiverad endast om den är nödvändig för att undvika inflammation.

## Hur omskärelse går till

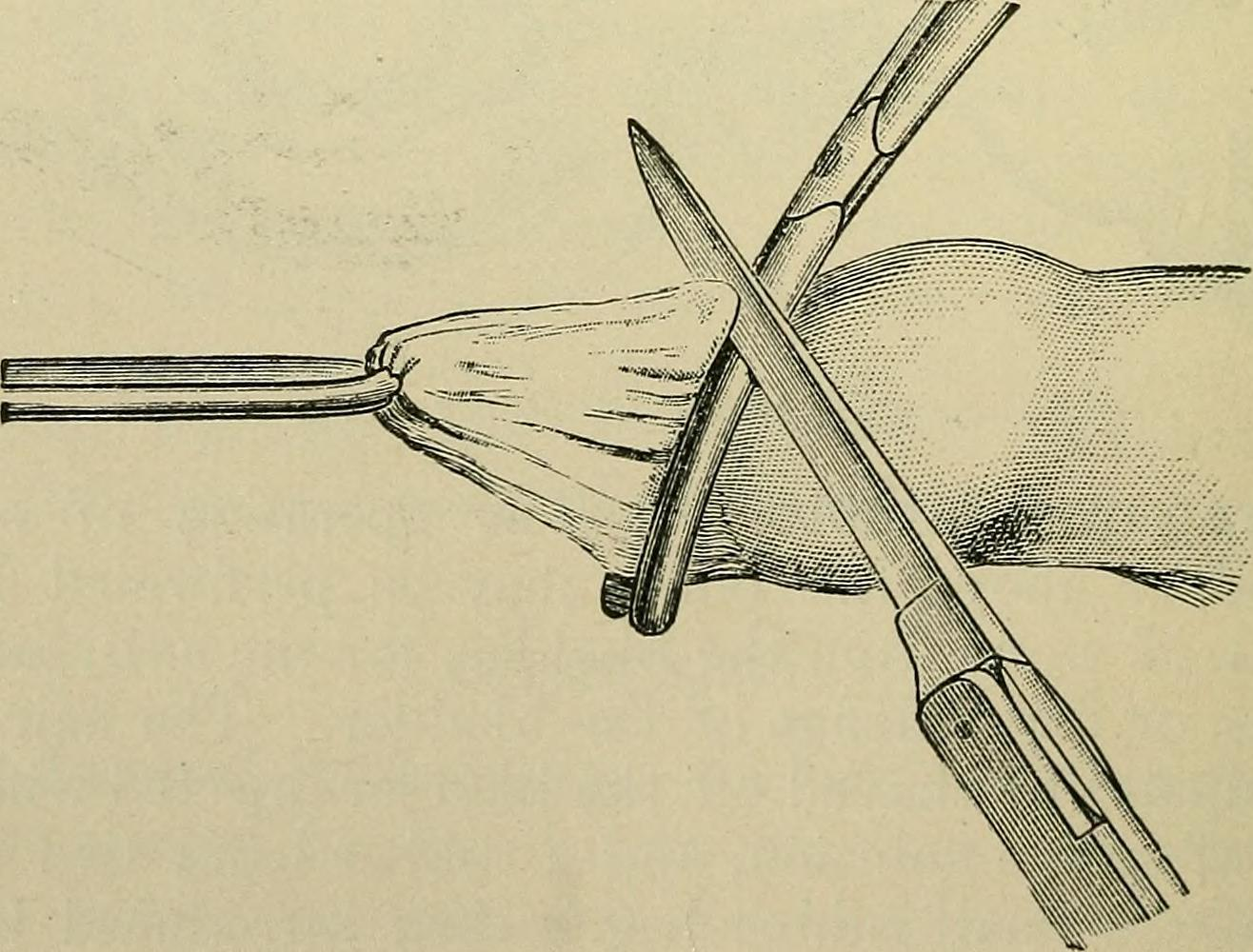
Förhuden dras fram och skärs av framför klämman

Det finns ett flertal kirurgiska metoder för att utföra en omskärelse. Vid en av de vanligare metoderna används en skalpell för att skära cirkulärt runt förhuden. Det är även vanligt att olika sorters klämmor används såsom Gomco clamp och Plastibell. 

### Skalpell/sax
En vanlig metod innefattar att man med peanger tar tag i och drar fram förhuden som sticker ut framför ollonet, sedan sätter man en klämma på förhuden som skyddar ollonet och skär. Ofta förkortar man den hudring som blir kvar mellan snittet och ollonet ytterligare. En annan metod innefattar att man med skalpell skär cirkulärt runt två markeringar och sedan tar bort huden mellan dessa snitt. Ytterligare en metod innefattar att man med sax först gör ett dorsalklipp och sedan klipper vidare runt ollonet. 

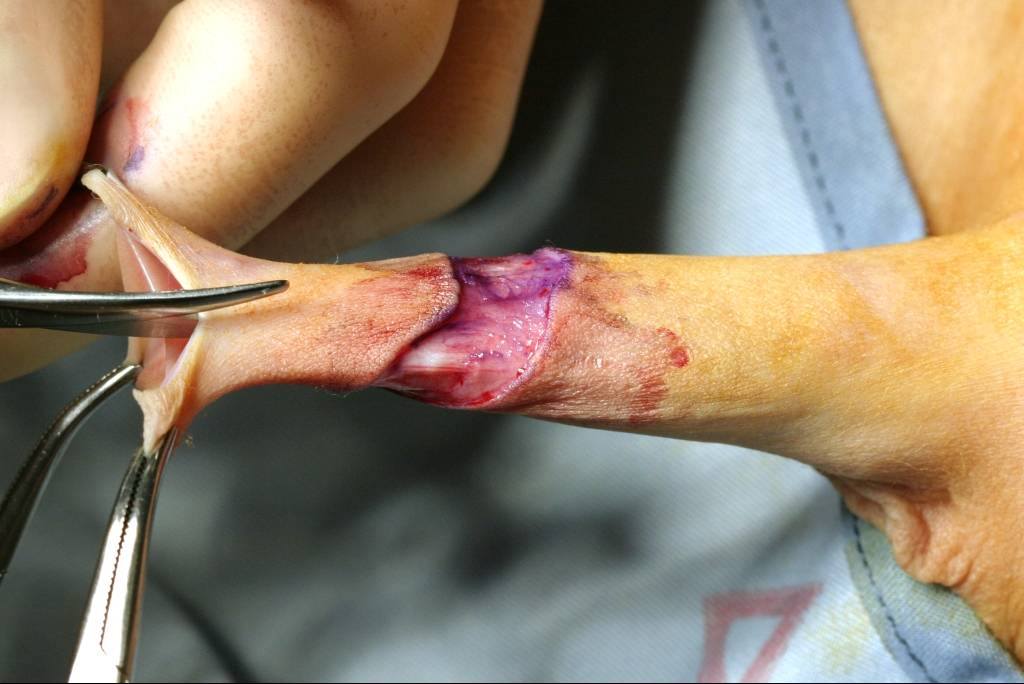
Dorsalklipp efter att ett cirkulärt snitt gjorts i förhuden

### Gomco clamp
Gomcoklämman används främst i USA vid omskärelse av spädbarn. 

### Plastibell
Plastibell är en plastring som placeras under förhuden och knyts fast med ett snöre. Förhuden som är framför snöret klipps bort och plastringen sitter kvar i 4-7 dagar för att sedan lossna av sig själv. 

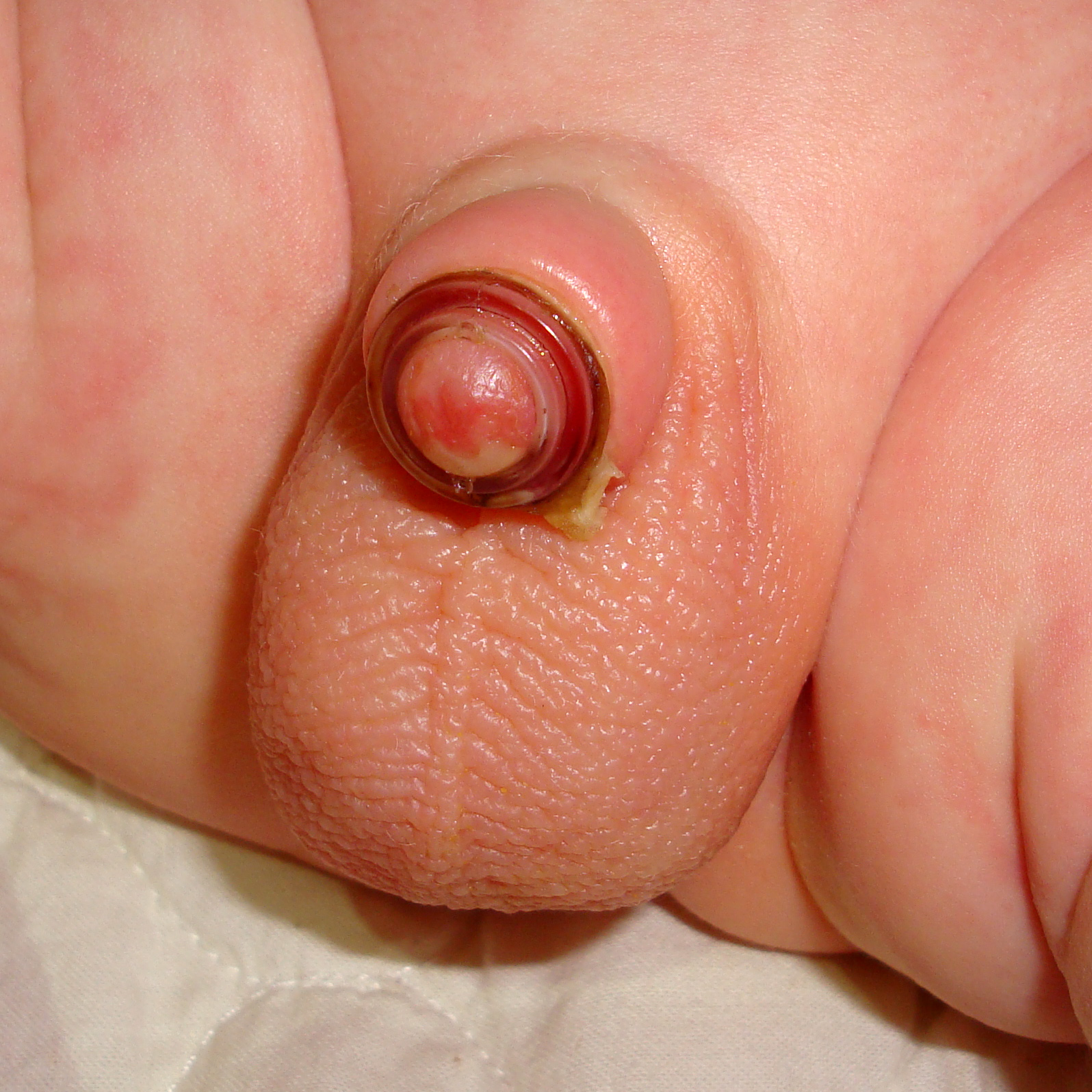
Plastibell efter att förhuden har klippts bort

### Vad tas bort
Vid en omskärelse tas inte bara förhuden bort, utan även fordyce körtlar, frenulum, omslagsranden och dartos fascia/tunica dartos tas bort. Ungefär 40-70% av huden på penisen, omkring 100 cm², försvinner.

### Läkning
Hos vuxna tar det cirka 4-6 veckor för omskärelsen att läka, under tiden bör samlag undvikas.

## Omskärelsestilar
Manlig omskärelse innebär att hela eller delar av förhuden avlägsnas. Olika omskärelsemetoder resulterar i en variation vad gäller stramheten och placeringen av ärret. I vardagsspråk benämns de olika omskärelsestilarna med engelska termer. Man skiljer på low (låg), med ärret nära ollonet, och high (hög), med ärret på skaftet, längre bort från ollonet. Vid en low omskärelse avlägsnas den inre förhuden nästan helt, medan stora delar av den lämnas kvar vid en high omskärelse. Beroende på hudens stramhet, skiljer man mellan loose (lös), där ollonet fortfarande kan täckas delvis när penisen är slak, och tight (tajt), där ollonet alltid är blottat och skaftets hud har mycket lite eller inget utrymme för rörelse vid en erektion. Detta resulterar i följande omskärelsestilar, high & tight, high & loose, low & tight och low & loose. På penisar med en high omskärelse syns det ofta tydligt att de är omskurna då hudtonen ovan och under ärret har olika nyans, medan det på penisar med en low omskärelse endast syns ett smalt band med ljusare hud precis under ollonet. När ärret är placerat precis bakom ollonet ser penisen ut som att den aldrig haft någon förhud. Dessutom brukar ärret kunna ha en annan färg, vilket gör att det sticker ut från den omgivande huden, vilket också syns tydligare på de med en high omskärelse.

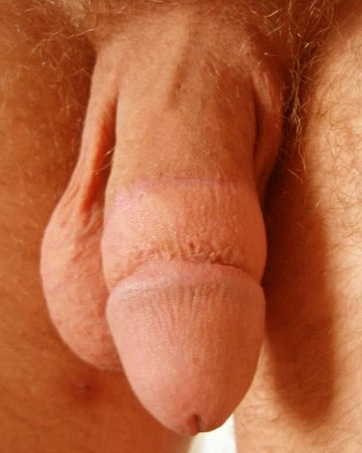
High & tight; Yttre bladet av förhud har avlägsnats tillsammans med delar av inre bladet av förhud.
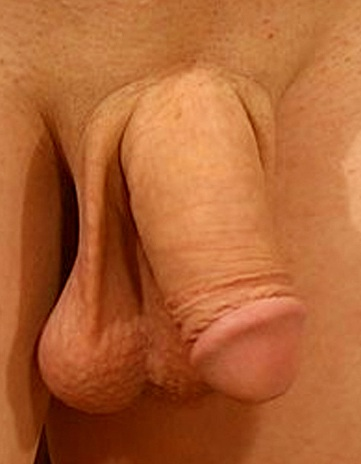
High & loose; Yttre bladet av förhud har avlägsnats.
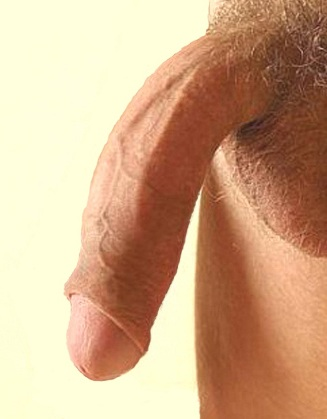
Low & loose; Inre bladet av förhud har avlägsnats.

I och med att de flesta omskärlserna i Europa är medicinskt motiverade så blir resultatet ofta low, där man lämnar cirka 5 mm av inre bladet av förhud.

## Medicinska argument mot omskärelse
Omskärelse som företeelse väcker starka känslor. Det finns grupper av starkt övertygade anhängare och andra som är lika starka motståndare. Det finns också gott om forskning som direkt eller indirekt berör området, vars olika rön används som argument av respektive ståndpunkts förespråkare. Det finns dock ingen samstämmig vetenskaplig syn på det hela.
- Ingreppet sker oftast så tidigt i livet att de som blir omskurna inte själva har möjlighet att välja om de vill bli omskurna. Inom judendomen sker omskärelsen endast åtta dagar efter födseln och inom islam vanligtvis före puberteten.

- Den numera sällsynta judiska metoden metzitzah b’peh – då moheln suger blod från såret – kan orsaka att herpesvirus överförs från honom till pojken.[24]

- En omskuren penis blir mindre känslig för stimulans, bland annat beroende på att man vid ingreppet skär bort tusentals sexuellt känsliga nervändar, cirka 10 procent. Dessutom innebär det att talgkörtlarna på förhudens insida avlägsnas. Eftersom ollonet utsätts för nötning från kläder och hud efter ingreppet härdas huden och blir grövre. Därmed går ytterligare en del av känsligheten förlorad och i vissa fall förloras möjligheten till orgasm.[25][26][27] Vissa rön hävdar dock att det inte går att påvisa vare sig förhöjd eller försämrad känslighet på grund av omskärelse.[28]

- En dansk studie från 2011 visade att både omskurna män och deras kvinnliga partner har tre gånger mindre förmåga att få orgasm än oomskurna. De kvinnliga partnerna har dessutom åtta gånger oftare smärta vid samlag. Orsaken kan vara att det bildas en förhårdnad i penisens topp och det gör att mannen måste anstränga sig mer för orgasmen. Även förhudens glidande funktion saknas, vilket ger penis mindre glidförmåga och kan leda till smärta i slidan.[29][29][30]

- Omskurna män löper ökad risk för urinrörsförträngning och urinvägsinfektion som kan leda till njurskador.[31]

- En omskuren penis är inte mer hygienisk i sig själv. Ollon och urinrör lämnas mer exponerade för smuts och bakterieangrepp och den antibakteriella, skyddande funktion som smegma ger saknas på en omskuren penis. På nyfödda kommer ollonet i ständig kontakt med urin och avföring på grund av avsaknaden av förhud.[14]

## Medicinska argument för omskärelse
- En omskuren penis är lättare att tvätta eftersom förhuden inte behöver dras undan först och en studie visar att 4 procent omskurna unga män hade dålig hygien jämfört med hela 26 procent av icke omskurna.[32]

- Viss forskning har länge pekat på ett samband mellan peniscancer och en avsaknad av manlig omskärelse av små pojkar. Risken för att en man senare i livet kan få peniscancer minskas avsevärt om han är omskuren i ung ålder. Peniscancer står för 2 procent av världens urogenitala elakartade tumörer, men 10–20 procent av alla dessa tumörer hos män finns i samhällen där omskärelse bland pojkar inte är utbredd. I Uganda exempelvis, där manlig omskärelse är ganska ovanlig, är peniscancer den vanligaste elakartade cancertumören. Orsaken till detta tycks troligen vara att det finns ett cancerframkallande ämne i smegman under förhuden hos män. Eftersom förhuden har tagits bort hos omskurna män är det ovanligare för dem att ha smegma.[33][34] Andra studier pekar dock på att det inte är omskärelse i sig som är avgörande, utan möjligheten till och intresset för en god intimhygien.

### Skydd mot hiv – kontrovers
Bevis anses ha hittats för att manlig omskärelse på pojkar och unga män kan förebygga hiv och aids. Både WHO och UNAIDS har sedan 2007 rekommenderat manlig omskärelse då det minskar den relativa smittrisken för hiv med cirka 60 procent (1,2 procent för omskurna jämfört med 2,5 procent för intakta). UNAIDS påstår till och med att "manlig omskärelse är den mest övertygande bevisbaserade förebyggande strategin som har framkommit sedan upptäckten att antiretroviral medicinering kan minska hiv-överföring från mor till barn" i sin rapport Male circumcision: Africa's unprecedented opportunity. Tre olika studier gjorda mellan 2005 och 2007 i Sydafrika, Uganda och Kenya, som innefattade mer än 10 000 män visade tydligt att bland icke-omskurna män var förekomsten av hiv större än hos de män som var omskurna. I Uganda undersöktes 4996 icke-omskurna män i åldrarna 15–49 år, där frekvensen av hiv minskade med 48 procent efter att dessa män omskurits. Tilläggas kan att UNAIDS och WHO betonar att risken för hiv minskar om omskärelsen sker med ren utrustning och professionella skärare. UNAIDS framhäver att manlig omskärelse är ett billigt sätt att förebygga och minska hiv och aids i jämförelse med en livslång behandling av sjukdomen. Dessa rapporter har dock ifrågasatts av en senare undersökning, som kritiserar de tidigare slutsatserna på metodologiska grunder.

## Sverige
Oftast benämns manlig omskärelse i Sverige bara som omskärelse utan könsspecifikation, eftersom det endast är det manliga ingreppet som avsetts fram till på senare år. Kvinnlig könsstympning som tidigare benämndes "kvinnlig omskärelse" var före 1970 ett tämligen okänt begrepp i Sverige och är ett ingrepp som i många avseenden har en annan innebörd än den manliga. I Sverige omskärs varje år ett fyrtiotal judiska pojkar. Inom den judiska gruppen utförs omskärelserna av en religiös auktoritet, en mohel, och en sjukvårdskunnig person som bistår med smärtlindring. Färre än 1 000 muslimska pojkar omskärs inom sjukvården. Ingreppet är lågt prioriterat och väntetiderna långa. Var de övriga cirka 2 000 pojkarna omskärs är inte kartlagt. På senare år har det blivit vanligare att komplikationer i samband med illa utförda omskärelser på pojkar lyfts fram i media. Frånsett minoritetsgrupperna muslimer och judar är omskärelse relativt ovanlig bland svenskar.
Manlig omskärelse har på senare tid blivit kontroversiell. Den jämförs ofta av motståndare till den med kvinnlig könsstympning och de kallar den då manlig könsstympning.  Lagen om omskärelse av pojkar skärptes 2001. Bland annat infördes då krav på att omskärelse ska utföras av sjukvårdsutbildad personal, eller en mohel med särskilt tillstånd, och att smärtlindring ska ges barnet. Flera läkare vägrar genomföra ingreppet av annat än medicinska skäl och barnkirurgen Gunnar Göthberg tilldelades 2011 Ingemar Hedenius-priset av föreningen Humanisterna för sitt ställningstagande.
Det har väckts politiska förslag om att införa åldersgräns mot det man kallar "manlig könsstympning", så att ingreppet inte ska kunna utföras på pojkar innan de är förmögna att själva ge sitt samtycke. Detta har mötts av kritik, bland annat har det setts  som ett försök att inskränka på religionsfriheten. Den springande punkten är huruvida det enskilda barnets integritet inskränks av föräldrarnas rätt att utföra ett oåterkalleligt ingrepp på det med hänvisning till religionen.
År 2017 togs subventionen bort i Region Skåne för manlig omskärelse, som skett i Capios regi. Det rödgröna styret yrkade för en minskning av subventionen, men allianspartierna och SD fick majoritet för sitt förslag att ta bort subventionen helt.
Den förra socialministern Bengt Westerberg (FP) har krävt att icke-medicinsk omskärelse förbjuds, medan förra barn- och äldreminister Maria Larsson (KD) vill att landstingen tillåter det.
På Centerpartiets partistämma hösten 2019 beslutades om att kräva förbud av omskärelse av minderåriga om det inte sker av medicinska skäl, men partiets ordförande Annie Lööf har tagit avstånd från beslutet med hänvisning till religionsfriheten.

### Lagen om omskärelse av pojkar
Ur Lag (2001:499) om omskärelse av pojkar
3 § Omskärelse får utföras på begäran av eller efter medgivande av pojkens vårdnadshavare och sedan vårdnadshavaren har informerats om vad ingreppet innebär. Står pojken under vårdnad av två vårdnadshavare, skall vad som nu sagts gälla båda. Den som skall utföra ingreppet svarar själv för att informationen ges eller att den ges av en medicinskt kunnig person. Sådan information skall ges också till pojken, om han har uppnått den ålder och mognad som krävs för att förstå informationen. Pojkens inställning till ingreppet skall så långt det är möjligt klarläggas. Ett ingrepp får inte utföras mot en pojkes vilja.
4 § Ingreppet skall utföras med smärtlindring som ombesörjs av legitimerad läkare eller legitimerad sjuksköterska, under betryggande hygieniska förhållanden och med hänsyn till vad som är bäst för pojken.
5 § Omskärelse får utföras endast av legitimerad läkare eller av den som har särskilt tillstånd att utföra omskärelse av pojkar. Annan person än legitimerad läkare får inte utföra omskärelse på pojkar som är äldre än två månader.
6 § Särskilt tillstånd att utföra omskärelse får meddelas den som föreslagits av ett trossamfund där omskärelse ingår som en del i en religiös tradition, om personen har den kompetens som föreskrivs med stöd av 11 §, bedöms kunna utföra ingreppet i enlighet med de krav som gäller för ingreppet och i övrigt är lämplig att utföra omskärelser.

## Internationellt

### Nordamerika

#### Upp till 80 procent
I USA uppgår antalet män som är omskurna upp till 80 procent.

#### Mellan 30 och 40 procent
Kanada.

### Mellanöstern samt Asien

#### Mer än 90 procent
Afghanistan, Bahrain, Brunei, Iran, Irak, Israel, Pakistan, Jordanien, Kuwait, Kirgizistan, Libanon, Oman, Palestina, Filippinerna, Qatar, Saudiarabien, Syrien, Tadzjikistan, Turkmenistan, Uzbekistan, Förenade Arabemiraten och Jemen.

#### Upp till 60 procent
Omskurna män uppgår till 60 procent i Sydkorea. En studie från 2001 av 20-åriga sydkoreanska män fann att 78 procent var omskurna. Sydkorea har det största absoluta antalet omskärningar i fråga om tonåriga eller vuxna i världen.

#### Mellan 60 och 80 procent
Indonesien, Malaysia och Kazakstan.

### Oceanien

#### Mellan 25 och 35 procent
Australien och Nya Zeeland.

### Europa

#### Mer än 80 procent
Azerbajdzjan och Turkiet.

#### Mellan 20 och 80 procent
Albanien, Kosovo, Nordmakedonien och Bosnien-Herzegovina.

#### Mindre än 20 procent
Armenien, Österrike, Vitryssland, Belgien, Bulgarien, Kroatien, Tjeckien, Cypern, Danmark, Estland, Finland, Frankrike, Georgien, Tyskland, Grekland, Ungern, Island, Irland, Italien, Lettland, Litauen, Moldavien, Nederländerna, Norge, Polen, Portugal, Rumänien, Ryssland, Slovakien, Slovenien, Spanien, Serbien, Sverige, Schweiz, Storbritannien och Ukraina.

### Sydamerika

#### Mindre än 20 procent
Mindre än 20 procent av befolkningen är omskuren i Argentina, Bolivia, Brasilien, Chile, Colombia, El Salvador, Ecuador, Franska Guyana, Guatemala, Mexiko, Paraguay, Peru, Uruguay och Venezuela.

### Afrika
Den manliga omskärelsekulturen introducerades förmodligen i Afrika för cirka 4 000 år sedan, när judar hölls fångna i Egypten runt 1200 f.Kr. Men troligen anammade egyptierna seden mycket tidigare, så tidigt som 2300 f.Kr., från folk som levde söder om Egypten i dagens Sudan och Etiopien. Människorna där härstammar genetiskt från folkgrupperna sumer och semiter som ursprungligen kom från Mellanöstern. Egyptierna hade ofta kontakt med dessa folk via handel eller strider. Vem som anammade seden av vem är oklart. Men invånarna i dåvarande Etiopien, Sudan och Somalia förde sedan traditionen vidare till östra Afrika. Folkgruppen falasha, så kallade svarta judar, i dagens Etiopien menar sig vara  anhängare av judisk tro och dess regelverk.
Omkring 500–1000 e.Kr. började nordafrikaner utvandra till södra Afrikas kust. Vid samma tid utforskade araber Afrika och bosatte sig vid kusten. Där träffade de också människor från västra Afrika och denna blandning av vandrande araber, nordafrikaner och västafrikaner flyttade längre söderut och blev dagens bantu-folk. Bantu sammansattes av flera olika stammar och grupper som var och en utövade manlig omskärelse.
Manlig omskärelse förekommer i hela Afrika men i störst utsträckning i Nordafrika, Centralafrika, Västafrika, på Afrikas horn och på Madagaskar. Prevalensen för omskurna män i Nordafrika, Västafrika och på Afrikas horn är så hög som 80–100 procent.
Manlig omskärelse utövas i Afrika av muslimer, judar, vissa kristna och olika afrikanska stammar, exempelvis zulu, xhosa, kikuyu, falasha, sabiny, maasai, fula, meru, yoruba med flera. Det är vanligt med manlig omskärelse bland stammar i bantu-gruppen.
Manlig omskärelse i Afrika genomförs av medicinska, religiösa och kulturella skäl. Bland många afrikanska stammar och folkgrupper praktiseras manlig omskärelse som en initiationsrit. Ofta sker manlig omskärelse av afrikanska pojkar under puberteten och är därför en övergångsrit från barndom till vuxenstadiet. Manlig omskärelse beskrivs också som ett mandomsprov, som undersöker en pojkes förmåga att uthärda smärta. Under detta prov får pojken inte visa någon som helst reaktion på smärta. Klarar pojken detta prov, kan han tas upp i stammens manliga gemenskap.
I Uganda är det tre huvudsakliga stammar som praktiserar manlig omskärelse: Sabiny-stammen i nordöstra Uganda, Bugisu-stammen i östra Uganda och stammen bakonjo i sydvästra Uganda. I regionen  Kapchorwa i östra Uganda, strax nordöst om staden Mbale, omskärs både pojkar och flickor. I kungadömet Buganda i södra Uganda finns inte traditionen med manlig omskärelse.
Enligt undersökningen 2004-2005 Uganda HIV/AIDS (Sero-Behavioural Survey) är 24,8 procent av alla män i Uganda omskurna (2009), ungefär 100 000. Prevalensen för manlig omskärelse varierar inte så mycket mellan Ugandas regioner, men i dessa tre är den ovanligt låg: Norra och ccentrala Uganda 2,4 procent, sydvästra Uganda 7,6 procent och nordöstra Uganda 5,9 procent.

#### Hur en omskärelserit kan gå till
Riten börjar vid midnatt då pojkarna som ska omskäras firar och dansar hela natten fram till morgonen.
Själva riten börjar på eftermiddagen. Pojkarna samlas med sina fäder på den plats där omskärelsen kommer att ske och stammen samlas runt dem. Platsen är helig; bara de som genomgår ceremonin, föräldrarna och de som hjälper till får beträda den. Pojkarna står på varsitt fyrkantigt skynke av plast eller tyg och smetas in med en vit, grötliknande alkoholhaltig dryck över kropp och ansikte. Pojkarna dricker också lite av den, likaså deras fäder, som spottar den över magen upp mot ansiktet på respektive pojke. Även övriga vuxna i byn får dricka denna festdryck. Avsikten är att pojkarna ska berusas men som smärtlindring får de också en svart drog som läggs under tungan med hjälp av en kniv. Den både lugnar och exalterar.
Efter förberedelserna stegras extasen. Pojkarna börjar hoppa och dansa och byn följer efter. Det blir en folkfest där alla dansar, sjunger, skriker, tutar i horn och spelar på trummor. Pojkarna deltar genom att även rytmiskt slå två pinnar mot varandra. Strax påbörjas en vandring, ofta på några kilometer, förbi den egna byn och grannbyarna. Alla som orkar ansluter i ett tåg bakom pojkarna. 

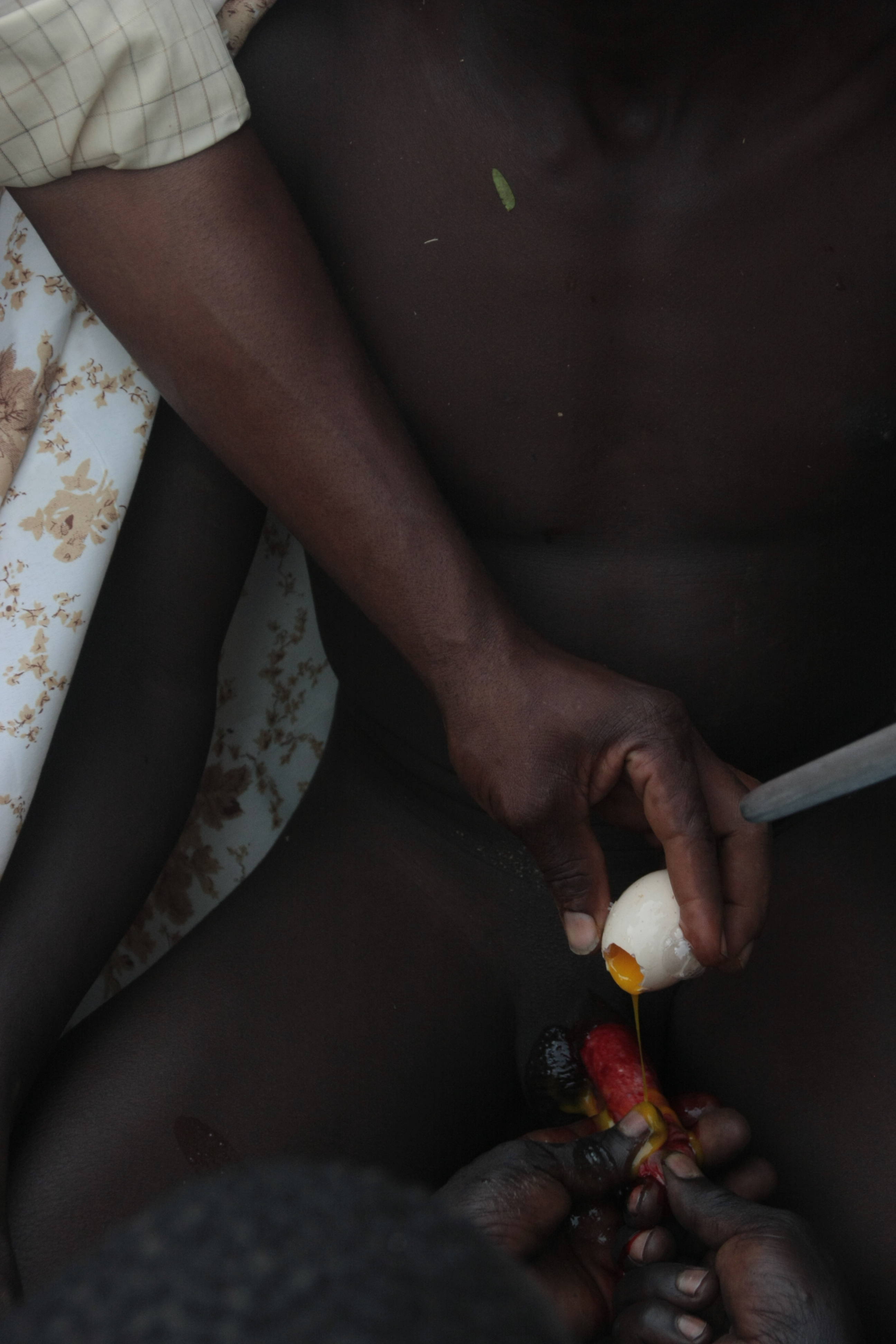
Ägg hälls på den omskurna penisen.

När vandringen är över är det dags för omskärelsen. En pojke omskärs åt gången och visar sig inte mellan vandringen och omskärelsen. Om omskärelseplatsen ligger precis bredvid ett hus, väntar pojkarna därinne tills det är dags. När det är pojkens tur, springer han ut och hoppar upp och ner för att visa att han är redo. Skäraren skär snabbt av förhuden med en kniv. Pojken får inte visa rädsla vare sig före eller under detta mandomsprov. Om han gör det är han en skam för stammen och byn och kan därför misshandlas av de vuxna. Precis efter omskärelsen visar pojken upp sig och sitt blödande kön för sina åskådare, hoppar runt och ställer sig med benen brett isär och armarna utsträckta upp framför sig. Om penis blöder mycket, kan man hälla på ett ägg som får blodet att koagulera.  Pojken har klarat initiationsriten och är nu en man. Den omskurne får ett tygskynke att täcka sig med och väntar tills de andra är färdiga. När alla är klara kan åskådarna ge gåvor eller en mindre summa pengar till pojkarna. När hela ritualen är färdig förs pojkarna iväg för att få vård. I samband med omskärelsen följer en inlärningsperiod då pojkarna reser iväg i två–fyra veckor för att läka samt lära sig vad en vuxen man bör veta, vilket innefattar hur man bygger ett hus, tar hand om barn och hustru samt samlevnadskunskaper. De får inte vara sexuellt aktiva då penis måste läka och kan ta skada av könsumgänge.

## Kritik
I februari 2012 krävde Svenska Barnläkarföreningen att rituell omskärelse helt borde förbjudas. Barnläkaren Staffan Janson, ordförande för föreningens utskott för etik och barnets rättigheter, säger att stympning av förhuden är ett övergrepp som kränker barnets integritet. Flera läkare och landsting har vägrat utföra omskärelse motiverad av icke-medicinska skäl.
Finlands Läkarförbund är också emot omskärelse av icke-medicinska anledningar och kräver ett förbud.
Nederländska läkarförbundet har uttalat att icke-terapeutisk omskärelse av pojkar strider mot deras autonomi och fysiska integritet och att argumenten för att förbjuda manlig omskärelse är lika starka som argumenten mot kvinnlig omskärelse.